# Kingsley Boateng
Kingsley Boateng (Mampong, 7 april 1994) is een Italiaans-Ghanees voetballer die bij voorkeur als vleugelspeler speelt.

## Clubcarrière
Boateng kwam op zesjarige leeftijd in Italië en verkreeg op tienjarige leeftijd tevens de Italiaanse nationaliteit. Boateng komt uit de jeugdopleiding van AC Milan. Tijdens het seizoen 2013/14 werd hij uitgeleend aan reeksgenoot Catania. Op 22 september 2013 debuteerde hij voor Catania in het Stadio Angelo Massimino tegen Parma. Hij tekende in juli 2014 een driejarig contract bij NAC Breda, dat hem transfervrij overnam van AC Milan. In januari 2015 maakte AC Milan gebruik van de terugkoopclausule in zijn contract en verkocht Boateng direct door aan AS Bari. Hij stapte in januari 2017 over naar het Sloveense Olimpija Ljubljana. In februari 2019 ging hij naar Ternana.
Boateng bezit zowel de Italiaanse als de Ghanese nationaliteit, maar gaf ondanks dat hij jeugdinterlands voor Italië speelde reeds aan voor Ghana te willen uitkomen.

## Spelersstatistieken

### Overzicht als clubspeler
| seizoen | club                    | land      | competitie | wedstrijden | doelpunten |
| ------- | ----------------------- | --------- | ---------- | ----------- | ---------- |
| 2013/14 | AC Milan                | Italië    | Serie A    | 0           | 0          |
| 2013/14 | → Calcio Catania (huur) | Italië    | Serie A    | 6           | 0          |
| 2014/15 | NAC Breda               | Nederland | Eredivisie | 14          | 1          |
| 2014/15 | AS Bari                 | Italië    | Serie B    | 17          | 3          |
| 2015/16 | AS Bari                 | Italië    | Serie B    | 18          | 0          |
| 2016/17 | AS Bari                 | Italië    | Serie B    | 2           | 0          |
| 2016/17 | Olimpija Ljubljana      | Slovenië  | 1.SNL      | 0           | 0          |

Bijgewerkt tot en met het seizoen 2016/17.